# Слободка (Рыльский район)
Слобо́дка — деревня в Рыльском районе Курской области. Входит в состав Некрасовского сельсовета.

## География
Деревня находится в правобережье Сейма, в 105 км западнее Курска, в 9,5 км южнее районного центра — города Рыльск, в 0,5 км от центра сельсовета — Некрасово.
Климат
Слободка, как и весь район, расположена в поясе умеренно континентального климата с тёплым летом и относительно тёплой зимой (Dfb в классификации Кёппена).

## Население
| 2002 | 2010 |
| ---- | ---- |
| 77   | ↘49  |

## Инфраструктура
Личное подсобное хозяйство. В деревне 50 домов.

## Транспорт
Слободка находится в 7 км от автодороги регионального значения 38К-040 (Хомутовка — Рыльск — Глушково — Тёткино — граница с Украиной), в 4,5 км от автодороги 38К-030 (Рыльск — Коренево — Суджа), в 2 км от автодороги межмуниципального значения 38Н-693 (38К-040 — Артюшково с подъездом к с. Семеново), на автодороге 38Н-695 (38Н-693 — Слободка), в 2 км от автодороги 38Н-566 (38К-030 — Малогнеушево — п. им. Куйбышева — Семеново с подъездом к Износково), в 3 км от ближайшей ж/д станции Сеймская (линия 16 км — Сеймская).
В 160 км от аэропорта имени В. Г. Шухова (недалеко от Белгорода).